# Steffenberg
Steffenberg è un comune tedesco di 4 052 abitanti situato nel land dell'Assia.